# 다원시스
주식회사 다원시스(Dawonsys Co., Ltd.)는 핵융합 전원 장치, 플라즈마 전원 장치, 전자 유도 가열 장치, 철도 차량, 전원 장치 등을 제작하는 대한민국의 기업이다.

## 연혁
- 1996년 1월 9일: 다원산전으로 설립[1]
- 2001년 5월 10일: 사명을 다원산전에서 다원시스로 변경[1]
- 2010년 9월 14일: 코스닥 상장[2]
- 2015년 3월 20일: 로윈과 컨소시엄을 구성하여, 서울교통공사 2000호대 VVVF 전동차 200량 제작 수주[3]
- 2015년 10월 7일: 전라북도와 철도 클러스터 투자 협약 (노령역 인근)[4]
- 2016년 10월 20일: 로윈의 흡수합병 공시[5]
- 2017년 1월 10일: 로윈의 흡수합병 승인[6]
- 2017년 2월 15일: 로윈 흡수합병 완료

## 주요 실적
- 서울교통공사 2000호대 VVVF 전동차 20개 편성 200량, 4개편성 24량, 부수객차 22량
- 서울교통공사 3000호대 VVVF 전동차 15개 편성 150량
- 서울교통공사 4000호대 VVVF 전동차 21개 편성 210량[7]
- 서울교통공사 5000호대 전동차 51개 편성 408량[8]
- 서울교통공사 8000호대 전동차 15개 편성 90량[8]
- 인천교통공사 1000호대 전동차 1개 편성 8량
- 인천교통공사 SR000호대 전동차 7개 편성 56량[7]
- 인천교통공사 7000호대 전동차 2개 편성 16량 (석남역 구간 연장용)[7]
- 한국철도공사 391000호대 전동차 10개 편성 40량[7]
- 한국철도공사 220000호대 간선 전기 동차[7]

## 같이 보기
- 대한민국의 경제
- 우진산전
- 현대로템
- 성신RST
- 다원넥스뷰
- 다원메닥스
- 히타치 제작소